# Parapoynx fluctuosalis
Parapoynx fluctuosalis é uma espécie de insetos lepidópteros, mais especificamente de traças, pertencente à família Crambidae.
A autoridade científica da espécie é Zeller, tendo sido descrita no ano de 1852.
Trata-se de uma espécie presente no território português.